# Kano (delstat)
 For alternative betydninger, se Kano (flertydig). (Se også artikler, som begynder med Kano)
Kano er Nigerias folkrigeste delstat og er beliggende i den nordlige del af landet. Delstaten har en befolkning på godt 9 millioner mennesker (2006), hvoraf de fleste er muslimske hausa og fulani. Delstathovedstaden er byen Kano, Nigerias næststørste by. Delstaten blev oprettet i 1967 og omfattede indtil 1991 også Jigawa, der da brød ud og dannede deres egen delstat.

## Geografi
Kano grænser mod nordvest til delstaten Katsina, mod nordøst til delstaten Jigawa, mod sydvest delstaten Kaduna og mod sydøst til delstaten Bauchi.
Området ligger savannebæltet, og der dyrkes jordnødder og bomuld til eksport, samt hirse, durra, bønner og kassava til lokalt brug. Der er en beskeden industri indenfor tekstil og levnedsmidler, koncentreret i hovedstaden.

### Inddeling
Kano er inddelt i 44 Local Government Areas med navnene: Ajingi, Albasu, Bagwai, Bebeji, Bichi, Bunkere, Dala, Dambatta, Dawakin-Kudu, Dawakin-Tofa, Doguwa, Fagge, Gabasawa, Garko, Garum-Mallam, Gaya, Gazewa, Gwale, Gwarzo, Kabo, Kano Municipal, Karaye, Kibiya, Kiru, Kumbotso, Kunchi, Kura, Madobi, Makoda, Minjibir, Nassarawa, Rano, Rimin-Gado, Rogo, Shanono, Sumaila, Takai, Tarauni, Tofa, Tsanyawa, Tudun-Wada, Ungongo, Warawa og Wudil.

## Historie
Kongedømmet Kano blev oprettet i 999; Islam indførtes i 1300-tallet, og Kano blev senere underlagt kongedømmerne Bornu og Songhai. Størst betydning havde Kano i begyndelsen af 1800-tallet, da riget var den vigtigste handelsmagt i Vestafrika. Kano blev erobret af briterne 1903 og blev indlemmet i Nigeria. I december 2000 indførtes islamisk sharialov i delstaten, hvilket førte til store optøjer.

## Kanos guvernører siden 1967
- Alhaji Audu Bako, 1967–75
- Sani Bello, 1975–78
- Ishaya Shekari, 1978–79
- Muhammadu Abubakar Rimi, 1979–83
- Abdu Dawakin Tofa, maj–oktober 1983
- Aliyu Sabo Bakin Zuwo, oktober–december 1983
- Hamza Abdullahi, 1984–85
- Ahmad Muhammad Daku, 1985–87
- Mohammed Ndatsu Umaru, 1987–88
- Idris Garba, 1988–92
- Kabiru Ibrahim Gaya, 1992–93
- Muhammadu Abdullahi Wase, 1993–96
- Dominic Oneya, 1996–98
- Aminu Isa Kontagora, 1998–99
- Rabiu Musa Kwankwaso, 1999–2003
- Ibrahim Shekarau, 2003–

## Eksterne kilder og henvisninger
1. ↑  Om Kano på Store Norske Leksikon

- Kano Online

11°30′N 8°30′Ø / 11.500°N 8.500°Ø